# Somebody Else
Somebody Else è un singolo discografico del cantante statunitense Mario, pubblicato nel 2013 e realizzato insieme alla rapper trinidadiana Nicki Minaj.

## Tracce
- Download digitale

1. Somebody Else (featuring Nicki Minaj) – 4:09

## Video
Il videoclip della canzone è stato diretto da Alexandre Moors.